# Francisco Castillo Fajardo (marquis de Villadarias)

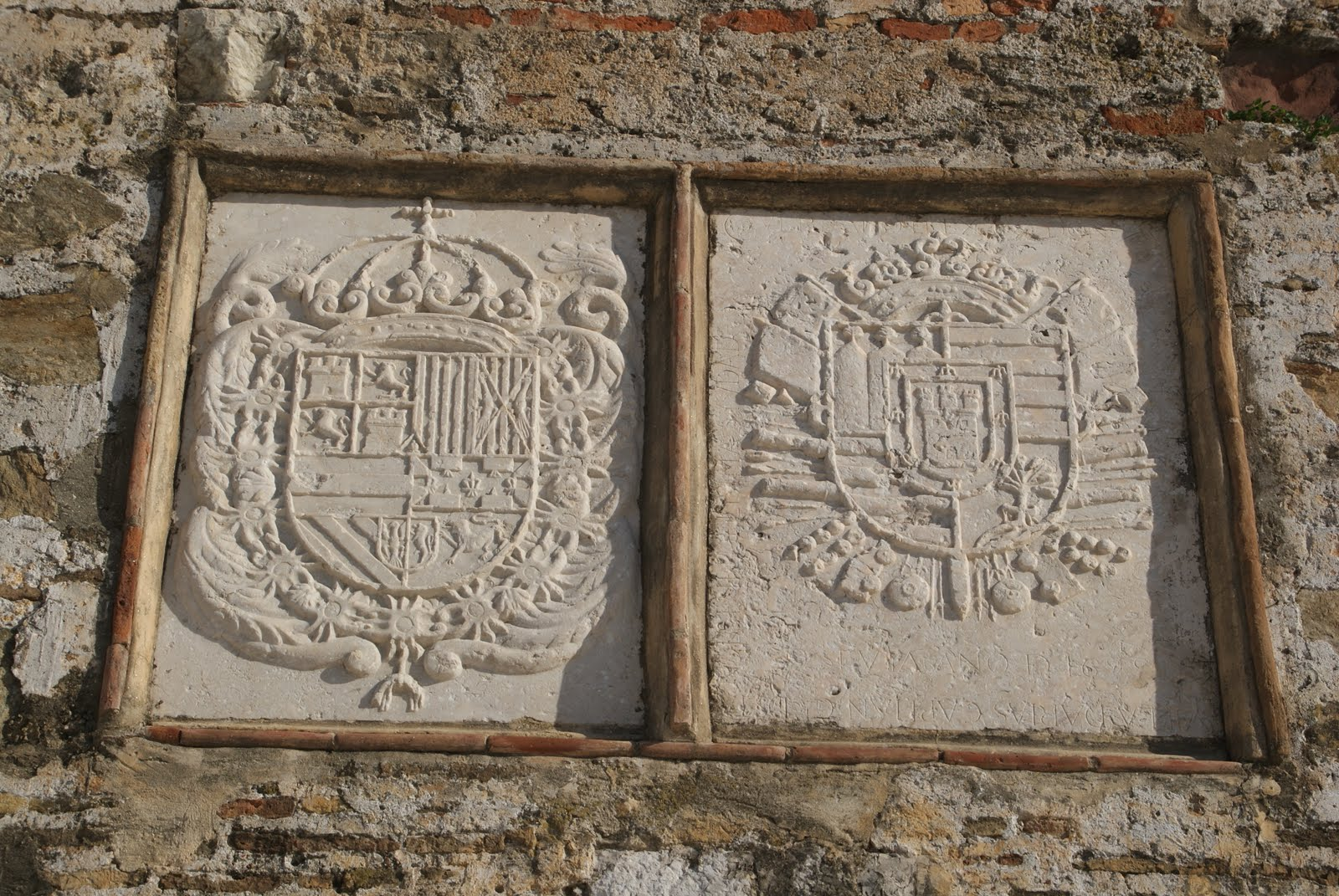
Armoiries de Charles II d'Espagne (à gauche) et du marquis de Villadarias (à droite) sur une porte de la muraille royale de Ceuta. Elles sont datées de 1699, lorsque Francisco Castillo Fajardo était gouverneur de Ceuta.

Francisco Castillo Fajardo, 2d Marquis de Villadarias (en espagnol : Francisco Castillo Fajardo, segundo marqués de Villadarias), né à Malaga le 17 décembre 1642, mort en 1716, est un général espagnol.

## Biographie
Fajardo est le fils unique de Maria Muñoz y Ruiz et d'Antonio Arias Castillo Fajardo Maldonado, qui avait reçu le titre de marquis de Villadarias (es) à titre posthume pour son autre fils, tué dans les Flandres en 1690. C'est Fajardo qui fut le premier à porter officiellement ce titre lorsqu'il en hérita en 1699.
En 1693, il défend sans succès Charleroi contre les Français et devient capitaine-général de Guipuscoa en 1696. En 1698, il défend avec succès Oran contre les Ottomans. La même année, il devient gouverneur du petit territoire espagnol de Ceuta, sur la côte nord-africaine. En 1702, il doit traverser le détroit de Gibraltar pour devenir capitaine-général de l'Andalousie.
En 1702, pendant la guerre de Succession d'Espagne, il défend avec succès Cadix contre une flotte britannico-néerlandaise commandée par George Rooke lors de ce qui fut appelé la bataille de Cadix. De juin à juillet 1704, il envahit le Portugal et conquiert Castelo de Vide et Marvão.
En 1704–1705, il tente de reprendre Gibraltar aux Britanniques et aux Hollandais lors du douzième siège de Gibraltar, jusqu'à ce qu'il soit remplacé, le 8 février 1705, par le maréchal français de Tessé, qui abandonne le siège et se retire.
En 1710, il est commandant de l'armée des Bourbons en Catalogne, où il perd la bataille d'Almenar. Après cette bataille, il est remplacé par le marquis de Bay. en 1713, il devient capitaine-général de Valence.
Il meurt en 1716 à Madrid.